# Miedwiecko
Miedwiecko est une localité polonaise de la gmina rurale de Kobylanka située dans le powiat de Stargard en voïvodie de Poméranie-Occidentale. Elle se trouve à environ 11 km à l'ouest de Stargard et 21 km à l'est de la capitale régionale Szczecin.

## Géographie

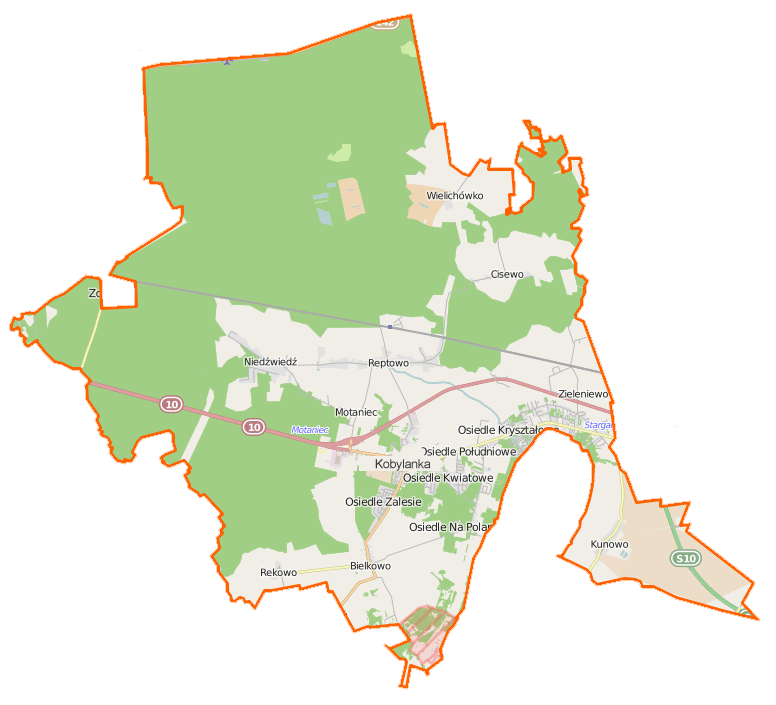
Carte de la gmina de Kobylanka.